# Кумињано сул Навиљо
Кумињано сул Навиљо (итал. Cumignano sul Naviglio) је насеље у Италији у округу Кремона, региону Ломбардија.
Према процени из 2011. у насељу је живело 414 становника. Насеље се налази на надморској висини од 75 м.

## Становништво
| 1936. | 1951. | 1961. | 1971. | 1981. | 1991. | 2001. | 2011. |
| ----- | ----- | ----- | ----- | ----- | ----- | ----- | ----- |
| 915   | 888   | 683   | 500   | 467   | 446   | 402   | 447   |